# Pallenopsis antipoda
Pallenopsis antipoda är en havsspindelart som beskrevs av Clark, W.C. 1971. Pallenopsis antipoda ingår i släktet Pallenopsis och familjen Phoxichilidiidae. Inga underarter finns listade i Catalogue of Life.